# Jacoba Bedaux
Jacoba Bedaux (1942 – 2002) war eine niederländische Klangkünstlerin und die Leiterin der Galerie Bedaux.

## Leben und Werk
Jacoba M.A. Bedaux wurde 1942 in den Niederlanden geboren. Sie arbeitete ungefähr zwanzig Jahre lang zusammen mit dem Künstler Relly Tarlo. In den 1980er Jahren gründete das Paar die Tarlo Bedaux Productions und die „Tracks“ entstanden. Es handelt sich dabei um eine Serie von Installationen, bei der Bedaux und Tarlo verschiedene Klänge erzeugen, indem sie Murmeln, Tischtennisbälle und andere Objekte durch verschiedenartige Rohre rollen lassen und den so erzeugten Klang mit einem Kontaktmikrofon akustisch verstärken.

## Ausstellungen (Auswahl)
- 1987: documenta 8, Kassel[4]
- 1993: Relly Tarlo / Jacoba Bedaux mit Charly Jungbauer Kunsthaus Essen im Rahmen des Rheinischen Musikfests[5]